# Josep Pons i Viladomat

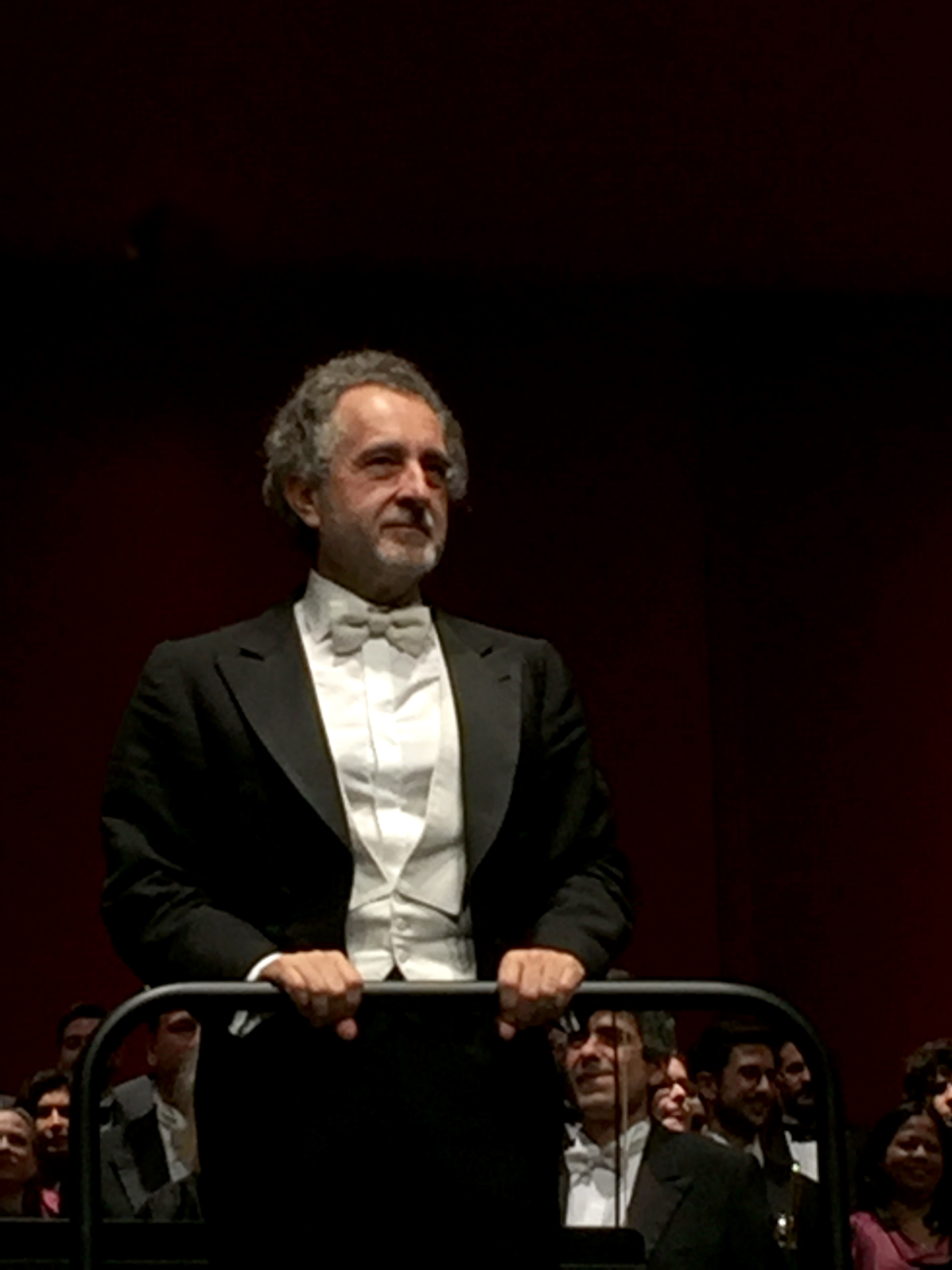
Josep Pons im Liceu von Barcelona im Jahr 2016.

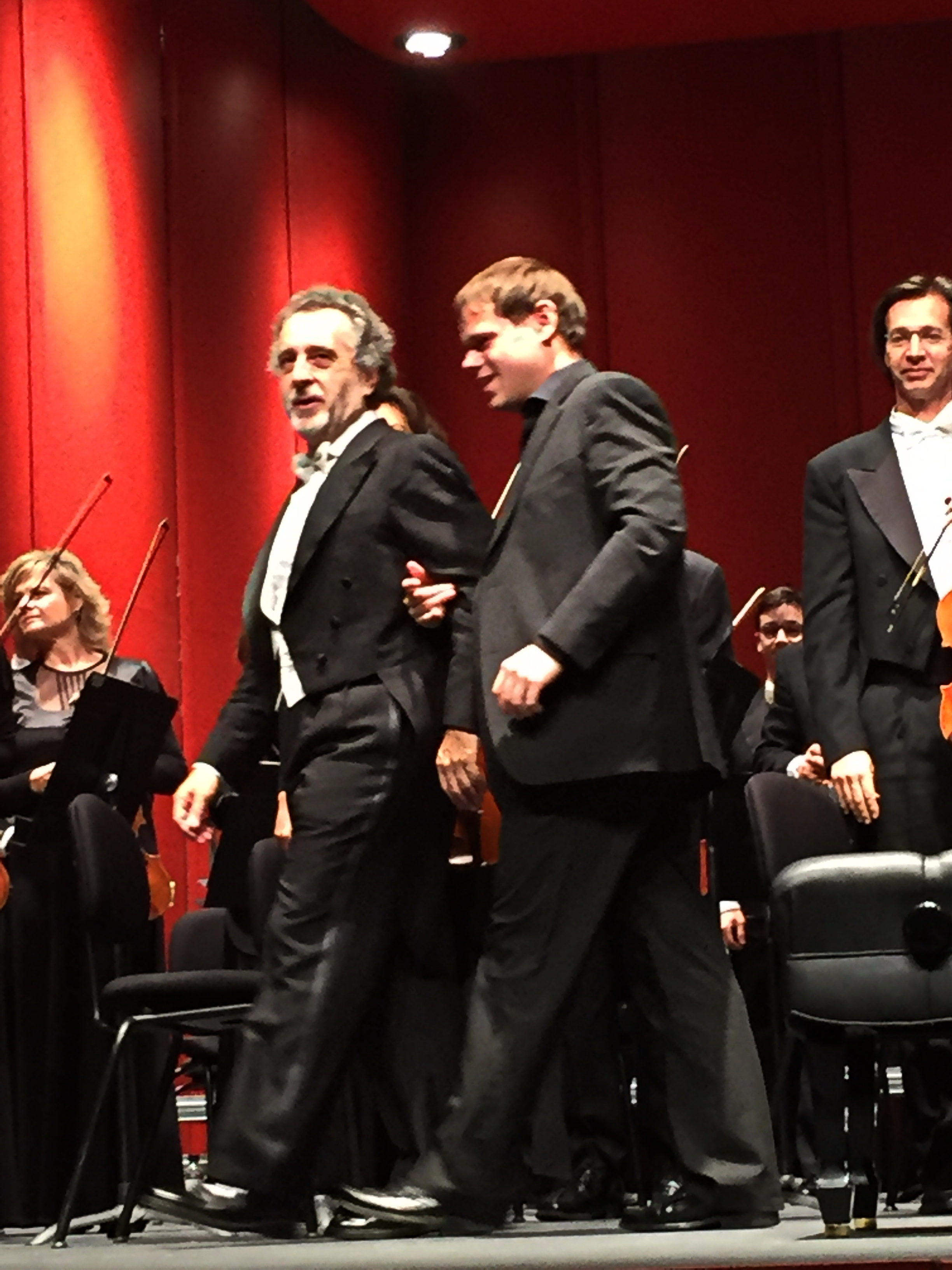
Josep Pons mit dem blinden Pianisten Ignasi Cambra nach einem Konzert im Jahr 2016.

Josep Pons i Viladomat (* 1957 in Puigreig (Berguedà)) ist ein katalanischer Dirigent. Seit 1998 ist er stellvertretender, seit September 2012 leitender musikalischer Direktor des Gran Teatre del Liceu in Barcelona.

## Leben und Werk
Auf Anraten seines Lehrers in Puigreig wechselte Josep Pons im Alter von neun Jahren wegen seiner herausragenden Knabenstimme an die Escolania de Montserrat und wurde dort musikalisch ausgebildet. Ab seinem 12. Lebensjahr erhielt er dort auch Orgelunterricht. Er beschloss bereits in dieser Zeit, sein Leben der Musik zu widmen. Später wurde er Schüler von Antoni Ros i Marbà (Dirigat) und von Josep Soler (Komposition) am Städtischen Konservatorium von Barcelona.
Von 1988 bis 1990 leitete Pons den gemischten Barceloneser Chor Coral Càrmina. Nachdem er das Orquestra de Cambra Teatre Lliure 1985 gegründet hatte, widmete er sich anschließend fast ausschließlich dem Dirigieren von Orchestern. Er leitete dieses Orchester von Beginn an bis ins Jahr 1997. Mit diesem Orquestra de Cambra Teatre Lliure  trat er bei renommierten Musikfestivals als Dirigent mit einem Repertoire hauptsächlich aus dem 20. Jahrhundert auf. Von 1993 bis 2001 leitete Pons das neu gegründete Jove Orquestra Nacional de Catalunya (JONC), das Jugendorchester Kataloniens. Außerdem war er musikalischer Leiter des Orquesta Nacional de España (2003–2014), dessen Ehrendirigent er immer noch ist, und des  Orquestra Ciutat de Granada (1994–2004). Als Musikdirektor der Olympischen Zeremonien von Barcelona 1992 wurde Pons mit mehreren Preisen ausgezeichnet, unter anderem mit dem Premi Nacional de Música, den er 1999 erhielt. Seit 1998 wirkte Pons zunächst als stellvertretender und wirkt seit September 2012 als leitender musikalischer Direktor des Gran Teatre del Liceu. Pons arbeitet eng mit internationalen Orchestern wie dem Gewandhaus Orchester Leipzig, dem Orchestre de Paris, dem Orchestre National du Capitole de Toulouse, der Deutschen Kammerphilharmonie Bremen und dem BBC Symphony Orchestra zusammen.
Pons Diskographie umfasst über 50 CDs und DVDs. Sie umfasst unter anderem Aufnahmen von Manuel de Falla und französischer Komponisten, die als Benchmark-Aufnahmen gelten und für die er zahlreiche Preise erhielt. Seine Aufnahme von De Fallas Noches en los jardines de España mit dem Pianisten Javier Perianes gewann den Musikpreis Melancolía, mit Patricia Petibon gewann er den Gramophone Editor’s Choice, die Zusammenarbeit mit Tomatito brachte ihm einen Grammy ein. 1999 erhielt Pons den Nationalen spanischen Musikpreis für seine herausragenden Arbeiten zur Musik des 20. Jahrhunderts.